# TVN Turbo
 (avril 2019).
TVN Turbo est une chaîne de télévision polonaise du groupe TVN. La chaîne est lancée le 12 décembre 2003.

## Histoire
TVN Turbo a été lancé le 12 décembre 2003 à 18 heures en tant que première station automobile polonaise. Le premier responsable de la chaîne était Grzegorz Płaza, la grille de la chaîne comprenait Top Gear (pour la première fois à la télévision polonaise) et des programmes produits localement comme Legendy PRL ou Zakup Kontrolowany.
À partir de 2006, la chaîne a été dirigée par Maciej Maciejowski,, puis par Paweł Jordan jusqu'en janvier 2014,. Depuis le 10 janvier 2014, le chef de la station est Przemysław Kwiatkowski.
Étant principalement une chaîne pour les hommes, le slogan de la chaîne est TVN Turbo - la télévision des hommes (en polonais : TVN Turbo – męska telewizja) (anciennement : la conduite des hommes).
Elle est disponible sur toutes les plateformes numériques et sur certains réseaux câblés.
Le 15 août 2009, la station est passée à une diffusion partielle en 16:9. Le 3 octobre 2009, la station est passée entièrement au format 16:9, le réglage graphique, le réglage musical et le logo de la station ont été modifiés.
Le 4 novembre 2011, TVN Turbo a été lancé en qualité HD.
Depuis le 24 octobre 2016, elle est disponible en HD sur Polsat Box (anciennement Cyfrowy Polsat) et nc+.
Le 1er juillet 2019, la transmission par satellite de la chaîne en qualité SD a été arrêtée.